# Anchusa formosa
Anchusa formosa là loài thực vật có hoa trong họ Mồ hôi. Loài này được Selvi, Bigazzi & Bacch. mô tả khoa học đầu tiên năm 1997.